# گوشتابه

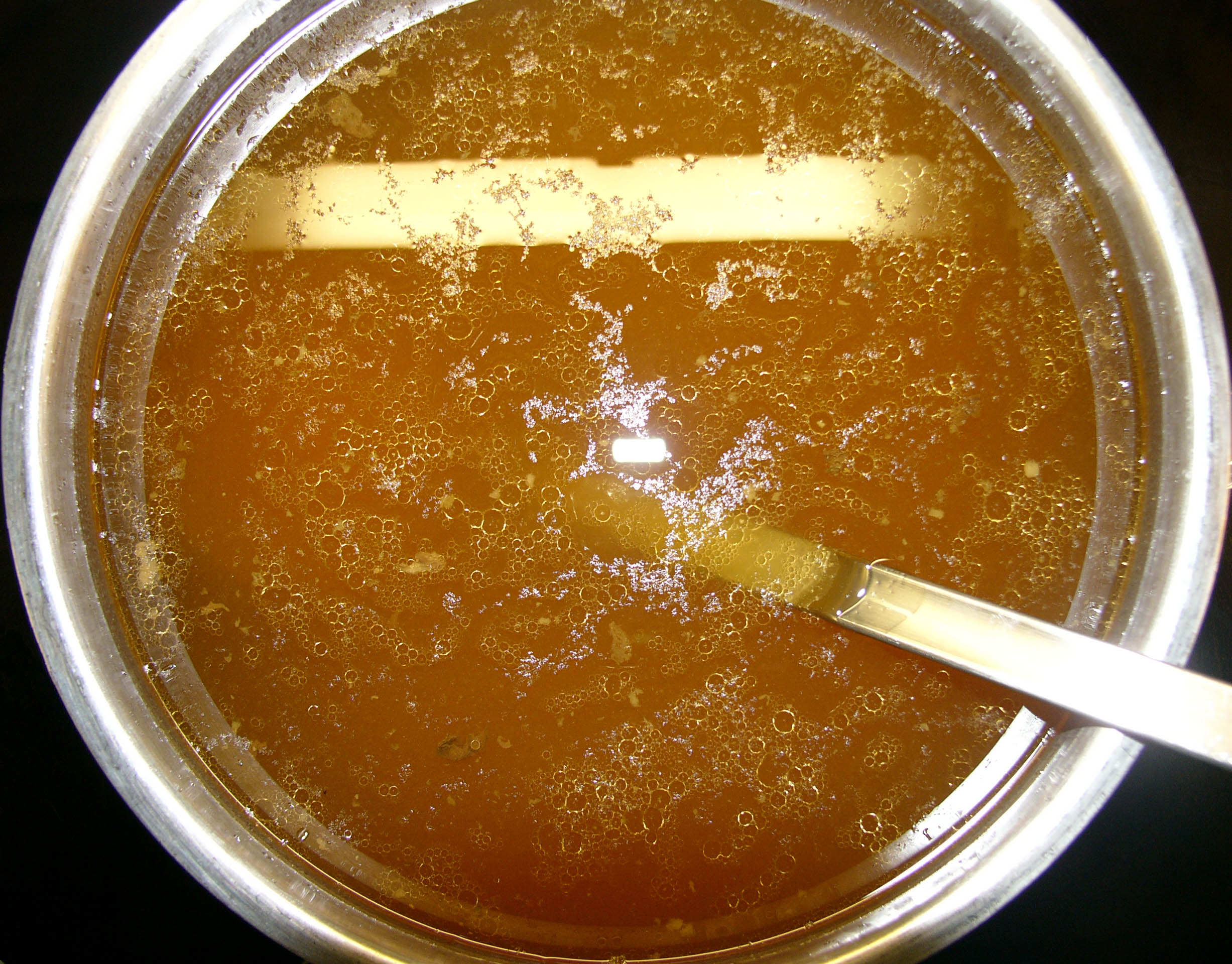
گوشتابه (براث) تهیه شده از گوشت و سبزیجات

گوشتابه یا سوپ آبکی (انگلیسی: Broth) به‌طور معمول شامل آب، استخوان، گوشت، ماهی، غلات یا تره‌بار است که با یکدیگر به طریق آرام‌پزی پخته می‌شوند. گوشتابه به عنوان پایه‌ای برای دیگر مایعات خوراکی مانند سوپ، سس گریوی یا سس استفاده می‌شود.